# Сражение при Айоуме
Сражение при Айоуме (исп. Batalla de Ayohuma) — одно из сражений, произошедших 14 ноября 1813 года во время Войны за независимость Аргентины в ходе Верхнеперуанской кампании, в котором армия под командованием генерала Мануэля Бельграно во второй раз потерпела поражение от роялистских войск генерала Хоакина де ла Песуэлы, тем самым завершив второй поход в Верхнее Перу.

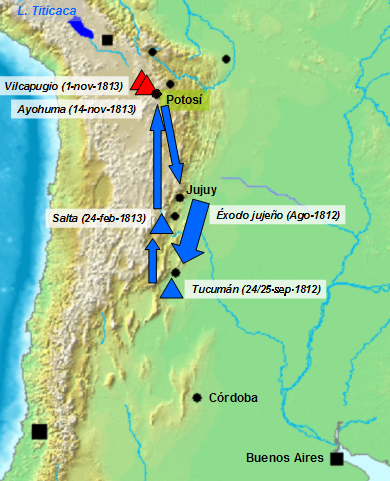
Второй поход в Верхнее Перу (1812-1813). Треугольники обозначают сражения: синий цвет — победы патриотов; красный цвет — победы роялистов.

## Перед сражением
После поражения в сражении при Вилькапухио, произошедшем 1 октября 1813 года, Мануэль Бельграно, командующий Северной армии Соединенных провинций Рио-де-ла-Плата, разместил свою штаб-квартиру в деревне Мача. Там он реорганизовал свою армию, получив помощь от провинций Верхнего Перу, находившихся под контролем патриотов. В конце октября 1813 года силы патриотов насчитывали около 3400 человек, из которых только 1000 были ветеранами, и было только восемь малокалиберных орудий.
29 октября роялисты покинули свой лагерь в Кондо-Кондо и возобновили наступление. 12 ноября они прибыли в Токири, возвышенность, у подножия которой находится пампа Айоума (на языке кечуа «голова мертвеца»).
На военном совете, несмотря на мнение большинства генералов, склонных отступить к Потоси и не рисковать войсками Соединенных провинций, Бельграно решил дать сражение. Той же ночью войска покинули Мачу и направились в сторону Айоумы. Армии, которые собирались встретиться друг с другом, демонстрировали значительную диспропорцию. В то время как кавалерия Бельграно превосходила численность роялистов в соотношении два к одному, у Песуэлы было вдвое больше пехоты и 18 артиллерийских орудий против всего лишь восьми орудий, имевшихся у войск Бельграно.

## Ход сражения
На рассвете 14 ноября роялисты начали спуск со своих высоких позиций и к середине утра развернули большую часть своих сил на равнине. Час спустя Песуэла завершил свой маневр; вместо того, чтобы провести лобовую атаку, армия роялистов обошла патриотов справа от них, пересекла ряд холмов, скрывавших их от врага, и вынудила Бельграно поспешно передислоцировать свои войска в этом направлении. Затем артиллерия Песуэлы открыла огонь, проделав бреши в рядах патриотов. Бельграно приказал двинуть свою пехоту и кавалерию к правому флангу противника, но они не смогли преодолеть ни пересеченную местность, ни окопы Песуэлы, и под градом вражеского огня бежали.

## Результаты
Под звуки трубы и размахивая флагом Соединенных провинций на вершине холма Бельграно удалось собрать около 500 человек, оставив на поле боя около 300 убитых, 200 раненых, 600 пленных и почти всю артиллерию. Эти 500 человек направились в сторону Потоси, который пришлось эвакуировать 18 ноября из-за приближающихся войск роялистов. Бельграно вернулся в Тукуман, где 30 января 1814 года передал командование над Северной армией генералу Сан-Мартину.